# Condado de Hayes
O Condado de Hayes é um dos 93 condados do estado norte-americano de Nebraska. A sede do condado é Hayes Center, que é também a sua maior cidade. O condado tem uma área de 1847 km² (dos quais 0 km² estão cobertos por água), uma população de 1068 habitantes, e uma densidade populacional de 0,58 hab/km² (segundo o censo nacional de 2000). Foi fundado em 1877 e o seu nome é uma homenagem a Rutherford B. Hayes (1822-1893), que foi o 19.º presidente dos Estados Unidos.